# Lorenzo Ascasíbar Arana
Lorenzo Ascasíbar Arana (Elgueta, Guipúzcoa, 1930-Vitoria, Álava, 17 de julio de 2022) fue un escultor figurativo español. Puede considerarse el último representante de la escuela de grandes escultores vascos clásicos. Trabajó extensamente en el estilo naturalista clásico, y durante su estancia en Estados Unidos realizó obras de arte en varios cementerios. 

«Se le puede enmarcar como uno de los escultores con más precisión detallista y dominio de la técnica figurativa. Ascasibar es el último de los clásicos de la época de  Higinio Basterra, Ricardo Iñurria, Joaquín Lucarini, Nemesio Mogrobejo, entre otros.»

## Biografía
Estudió talla, modelado y dibujo en la Escuela de Artes y Oficios de Vergara siendo su profesor Jesús Oquina y orientador el pintor Simón Arrieta que despertó su vocación por la escultura. En Zumaya recibió lecciones del escultor Julio Beobide. En 1949 consiguió el primer premio del certamen de artistas noveles organizado por la Diputación Foral de Guipúzcoa en San Sebastián.
Prosiguió sus estudios en el Museo de Reproducciones de Bilbao con Higinio Basterra. Su etapa formativa continuó en Madrid, en la Escuela Superior de Bellas Artes de San Fernando y en el Círculo de Bellas Artes. De vuelta a Bilbao, estableció su taller de trabajo en la calle María Muñoz con apoyo del entonces alcalde de Bilbao Joaquín Zuazagoitia, un estudio comunitario compartido con artistas como José Borlaf Rebollal, Agustín Ibarrola Goicoechea, Ignacio García Ergüin, Emilio Campos Goitia, etc.
Participó en un concurso de la Diputación Foral de Vizcaya con una estatua del beato Valentín de Berriochoa que no logra ser premiada aunque sí admirada y elogiada. Supone, con todo, un hito a partir del cual realiza obras de relevancia: la figura del explorador Manuel de Iradier, en Vitoria, los bustos del músico alavés Vicente Goicoechea y del arquitecto bilbaíno Ricardo Bastida, encargos del Museo de Reproducciones, y algunas imágenes de temas religiosos especialmente para la iglesia de San Pedro de Vergara, con La Piedad y La Flagelación donde demostró dotes y recursos técnicos que sobrepasan su prolífica temática.
Tras trasladarse a Francia, en 1958 marchó a Estados Unidos donde permaneció hasta 1977 realizando numerosos trabajos, más de 700 esculturas en piedra, madera y bronce, trabajando con el escultor norteamericano Frank Gaylord en Barre (Vermont) y llegando a ser miembro de la American Artists Professional League, una organización estadounidense que promocionaba a los artistas y sus obras.
Volvió de Estados Unidos en 1977 e instaló su taller en Crispijana (Vitoria, Álava). A su regreso se dejó influenciar por las tendencias actuales en el País Vasco. 
Falleció en Vitoria, ciudad donde tuvo su última residencia y taller, el 17 de julio de 2022.

## Obras de arte
Se ha conmensurado en más de 700 las obras realizadas por este artista, abarcando una amplia gama de temas, materiales y tratamiento de los trabajos.
De joven comenzó a realizar algunos escudos y pequeños cuadros. El primer gran encargo de su carrera fue una escultura en honor a Vicente Goicoechea, sacerdote y compositor, en Aramayona (Álava).  
Es más conocido en el País Vasco por dos obras: la estatua dedicada a Manuel Iradier (1956) en Vitoria y el retrato del beato Francisco Gárate en la Universidad de Deusto en Bilbao. 
En Vergara, en la iglesia de San Pedro, hay una Piedad y una Flagelación.  
Trabajó en los Estados Unidos durante muchos años. Entre las obras de arte creadas hay un monolito en el cementerio católico de St. Raymond en Nueva York, dedicado al presidente J. F. Kennedy, y un monumento a Cristóbal Colón en Stamford (Connecticut).  
Cuando se instaló a su regreso en el País Vasco, eligió Vitoria como ciudad donde vivir y desarrollar su labor. Algunas de sus obras a señalar:  
- 1975 Homenaje a Simón Arrieta, en Vergara.[7]
- 1976 Exposición inédita en Bilbao de sus obras en bronce.[8]
- 1994 Busto de Ignacio Errandonea en la Universidad de Deusto (San Sebastián).[9]
- 2003 Imágenes de San Ignacio de Loyola, San Martín de la Ascensión, Santa Cándida María de Jesús, de Berrospe, y Beato Julián Plazaola[10]

## Galería de obras

Escultura civil
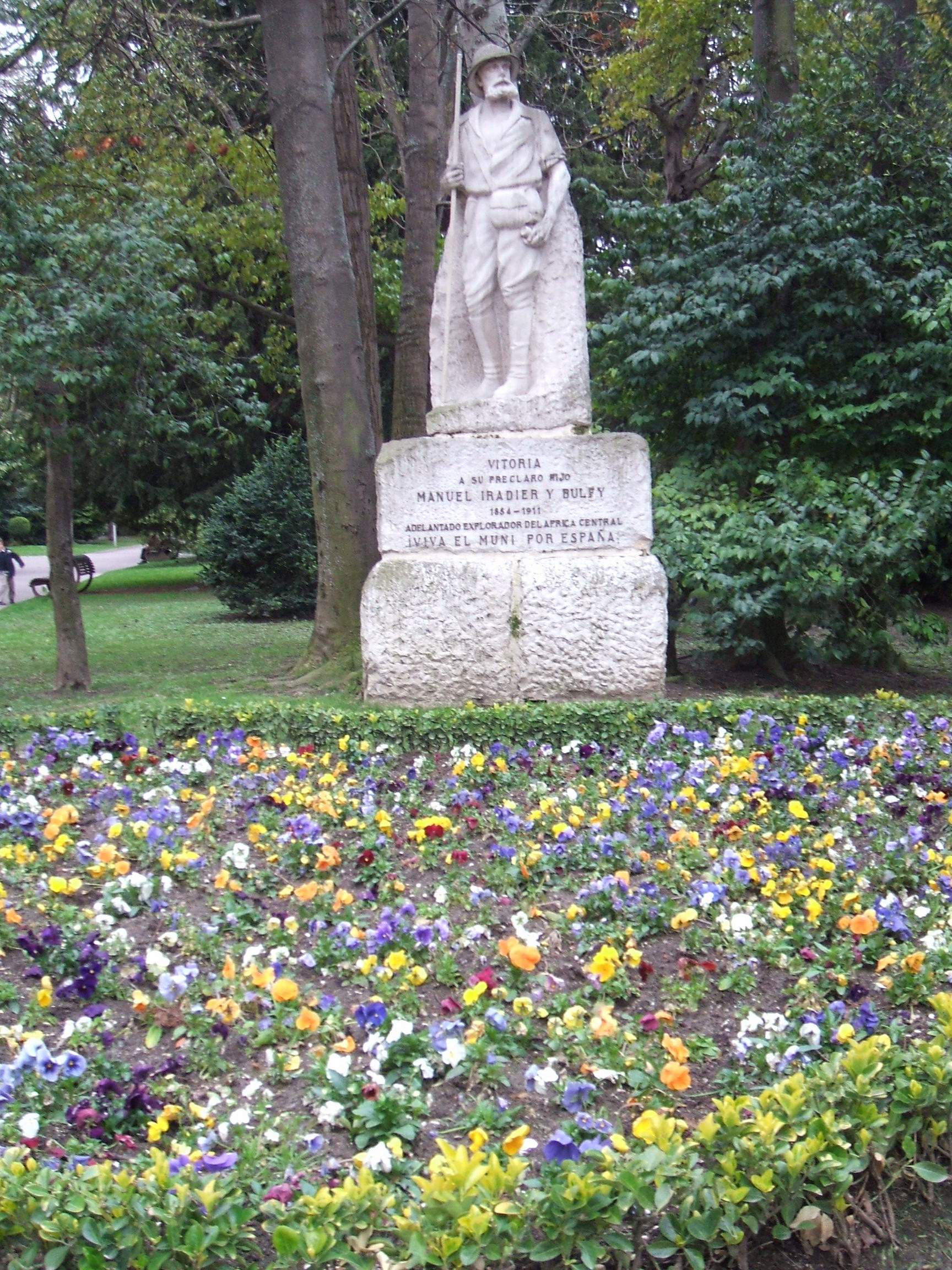
Estatua de cuerpo entero de Manuel Iradier  en Vitoria (1956).
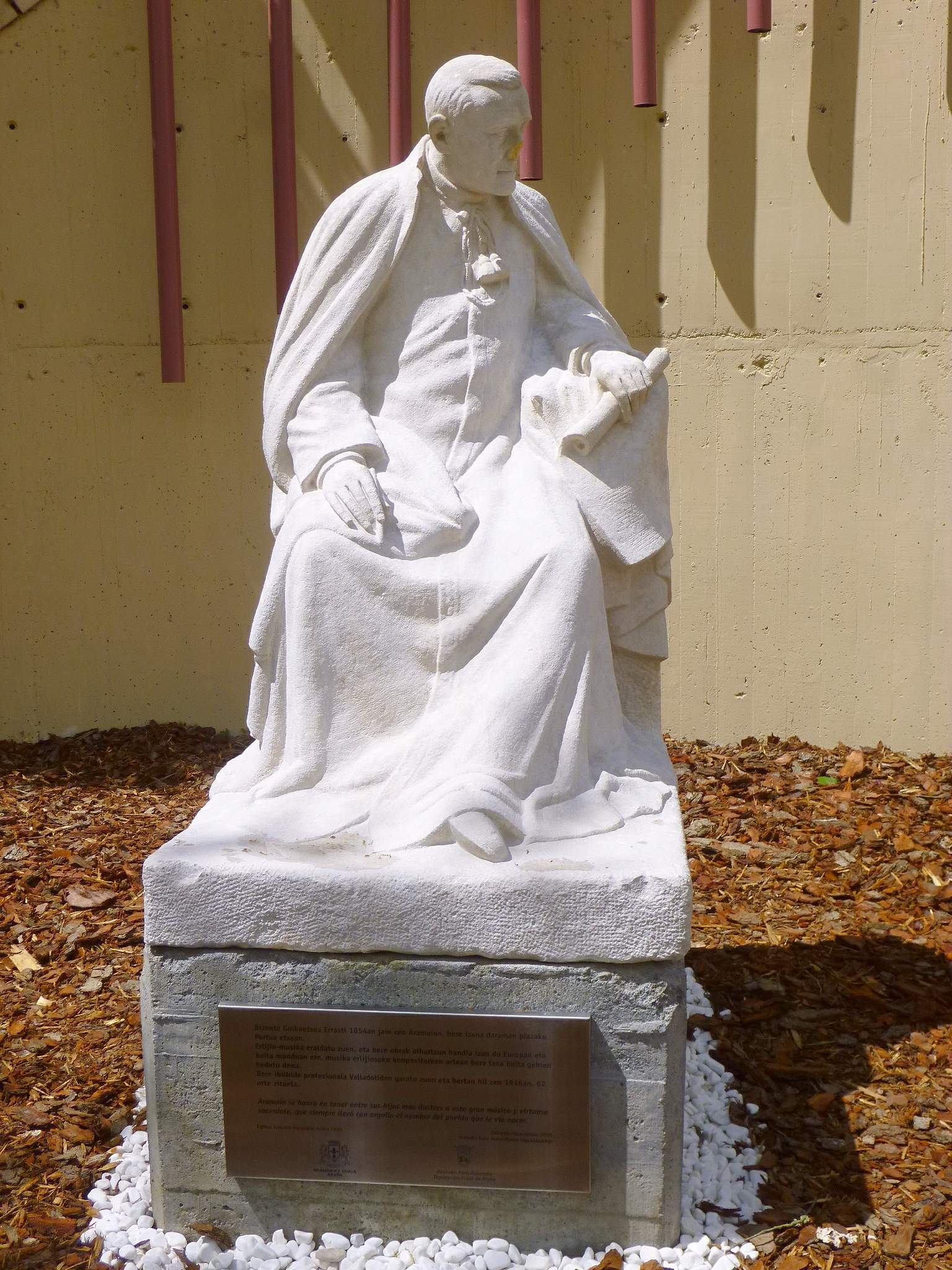
Estatua de cuerpo entero de Vicente Goicoechea Errasti en Aramayona (1955).
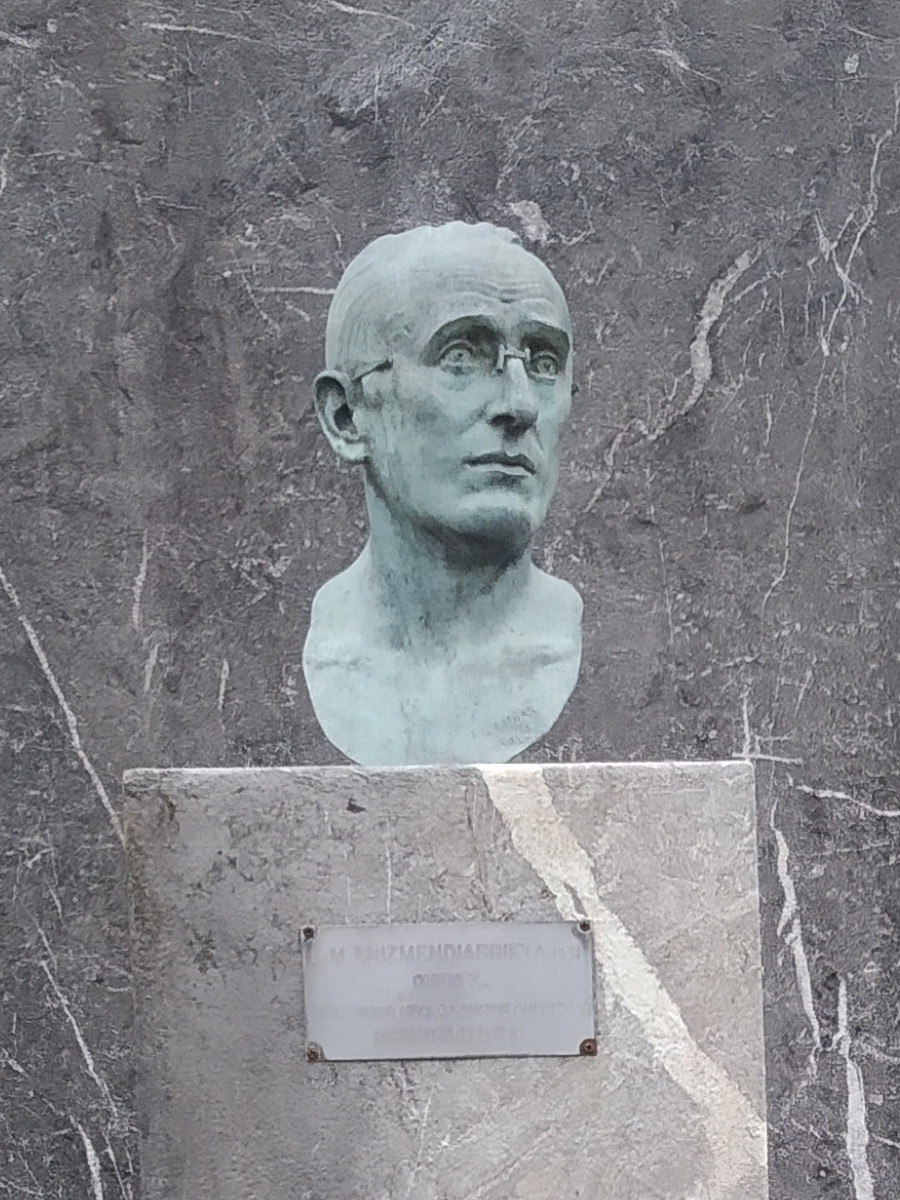
Busto de José María Arizmendiarrieta en bronce y piedra, estructura de acero y madera.
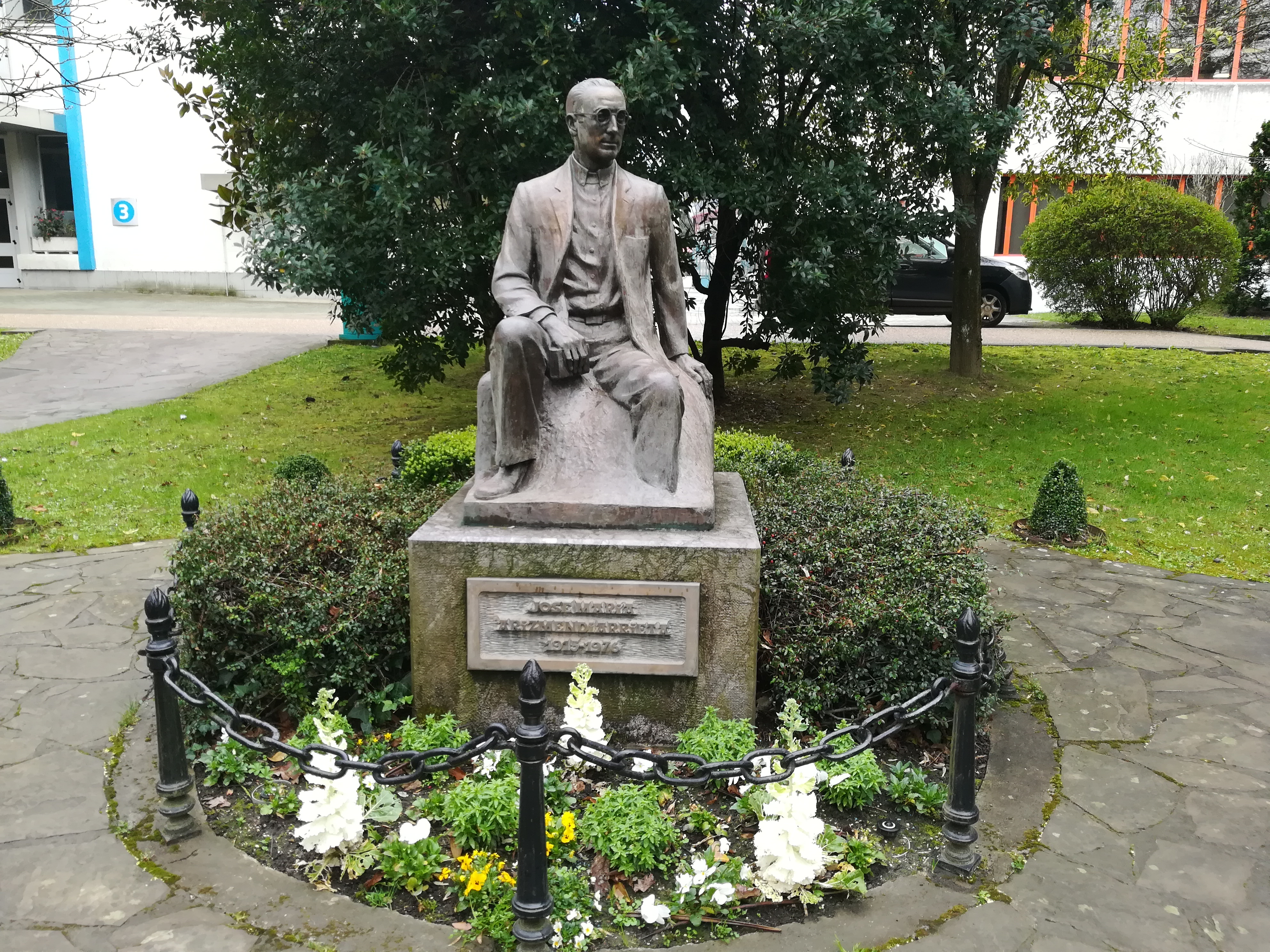
Estatua de José María Arizmendiarrieta en la Escuela Politécnica Superior de la Universidad de Mondragón.
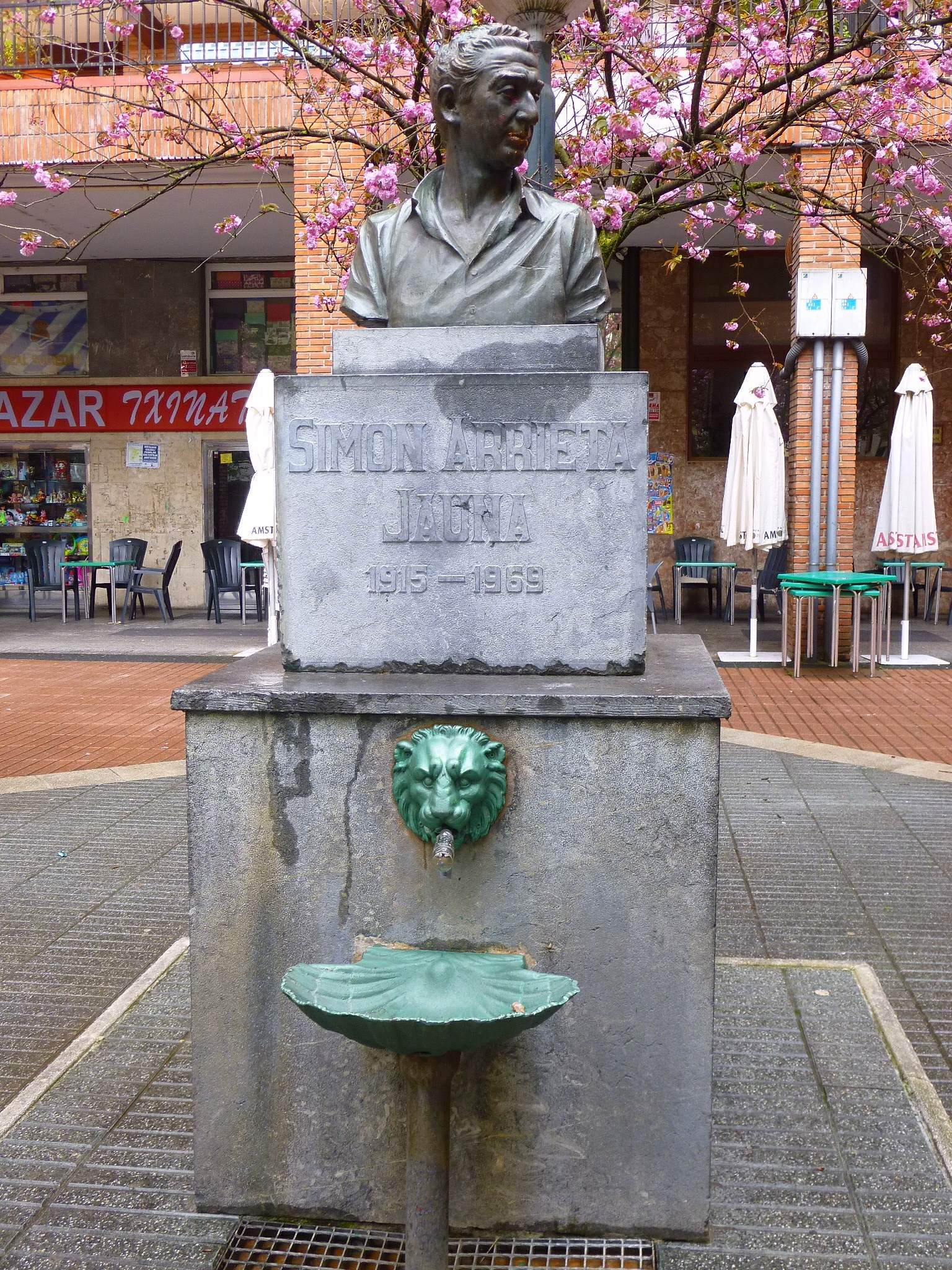
Homenaje al pintor Simón Arrieta en Vergara.
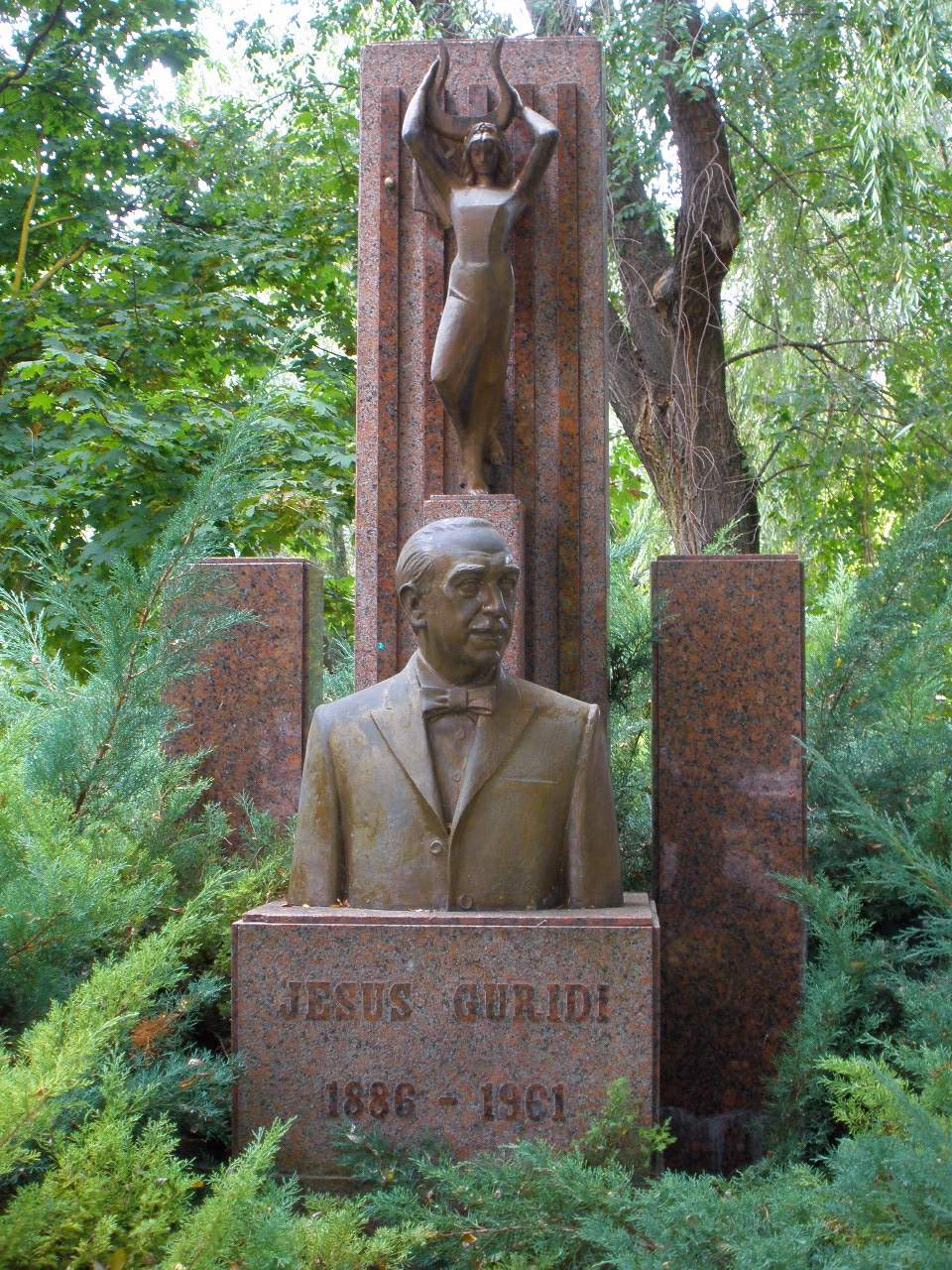
Busto del músico Jesús Guridi en Vitoria (1986). Al fondo, se representa a la musa de la música.

Escultura religiosa
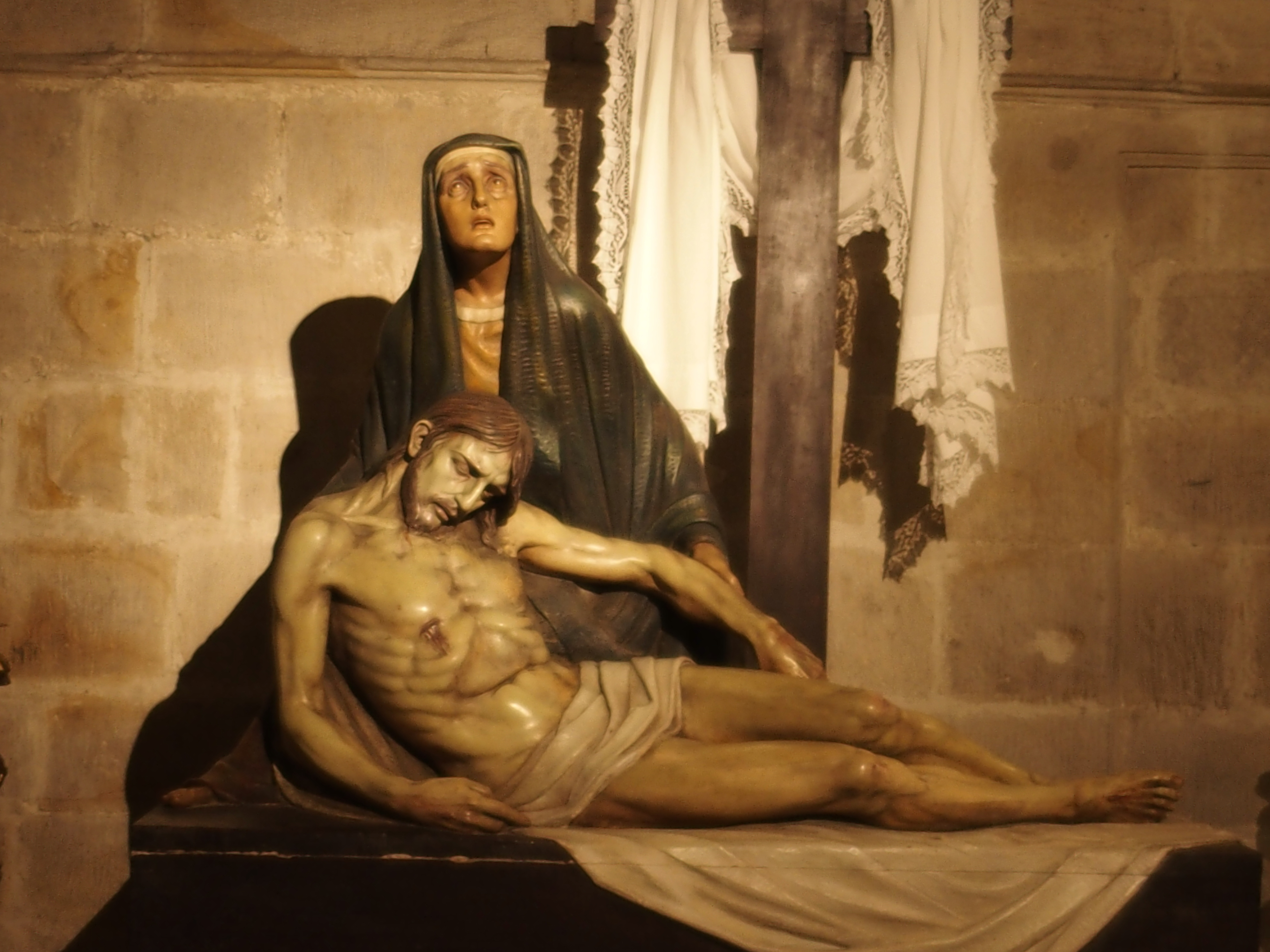
La Piedad en San Pedro Ariznoa en Vergara.
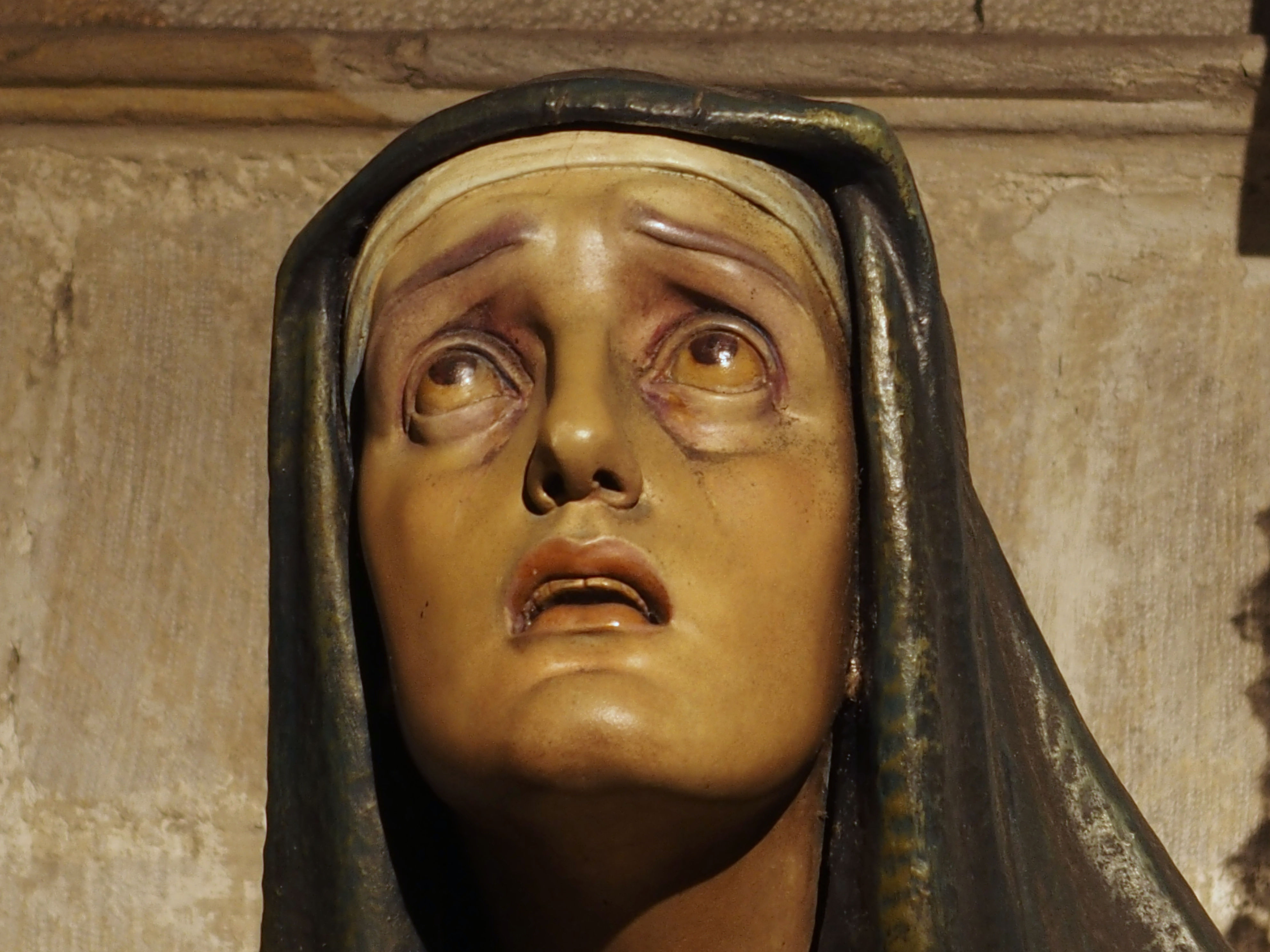
Detalle de la Piedad en San Pedro Ariznoa en Vergara.
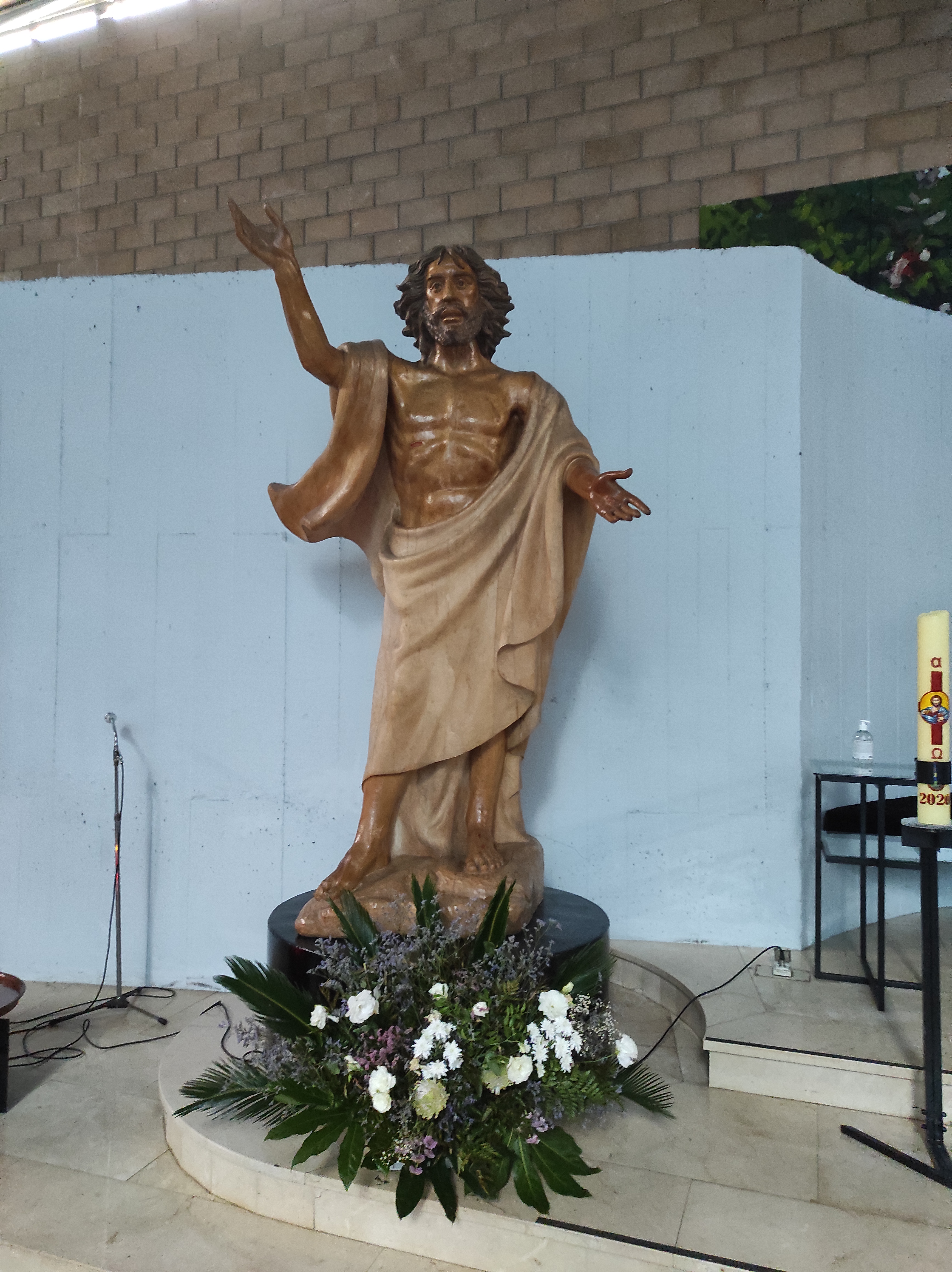
Cristo Resucitado en la Iglesia de San Francisco Javier (San Sebastián)
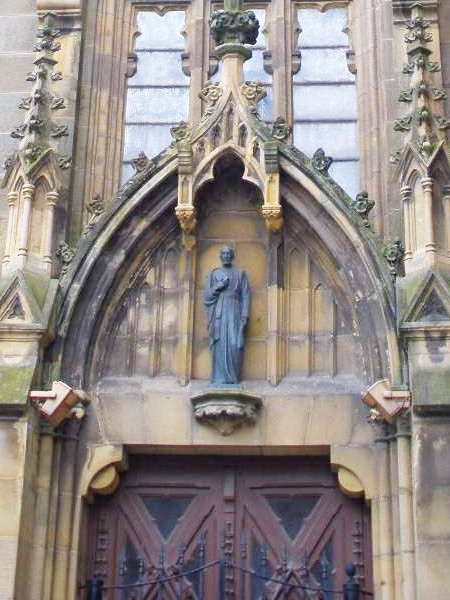
Escultura de San Ignacio de Loyola en la Catedral del Buen Pastor (San Sebastián) (2003)
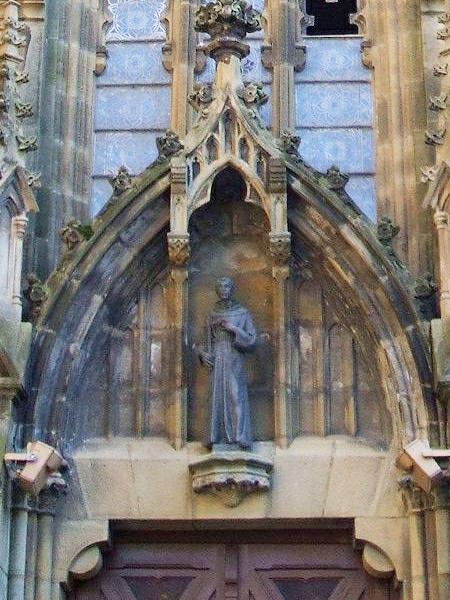
Escultura de San Martín de la Ascensión en la Catedral del Buen Pastor (San Sebastián) (2003)

## Calificaciones de artistas
Es escasa la bibliografía y análisis de críticos de arte sobre Ascasibar. Pero uno de los que elogió su trabajo fue Jorge Oteiza, quien escribió: 

Ascasibar es un digno sucesor y heredero del gran escultor Higinio Basterra y de Julio Beobide, escultores que han librado a la escultura española del bibelot y del sentimentalismo
Jorge Oteiza.